# Neftebaza
Neftebaza (en rus: Нефтебаза) és un poble de la república de l'Altai, a Rússia, que el 2016 tenia 62 habitants, pertany al districte d'Ongudai.